# Still Searching
Still Searching è il secondo album della band alternative rock statunitense Senses Fail. L'album è stato anche pubblicato in versione Deluxe, in cui il CD dell'album era accompagnato da un DVD in cui veniva mostrato il making of dell'album.

## Tracce
1. The Rapture – 1:57
2. Bonecrusher – 2:33
3. Sick or Sane (Fifty for a Twenty) – 2:45
4. Can't Be Saved – 3:07
5. Calling All Cars – 3:23
6. Shark Attack – 2:53
7. Still Searching – 4:18
8. To All the Crowded Rooms – 3:05
9. Lost and Found – 3:50
10. Everyday Is a Struggle – 3:04
11. All the Best Cowboys Have Daddy Issues – 4:05
12. Negative Space – 1:21
13. The Priest and the Matador – 4:21

## Formazione
- Michael Gita - basso
- Buddy Nielsen - voce
- Dan Trapp - batteria
- Garrett Zablocki - chitarra

## Classifiche
| Classifica    | Posizione massima |
| ------------- | ----------------- |
| Billboard 200 | 15                |